# Kickboxer – Vérbosszú Bangkokban
A Kickboxer – Vérbosszú Bangkokban (eredeti cím: Kickboxer) 1989-ben bemutatott amerikai harcművészeti film, Mark DiSalle rendezésében, a Kickboxer-filmek első része. A főbb szerepekben Jean-Claude Van Damme, Dennis Alexio, Dennis Chan és Michel Qissi látható.
A történet középpontjában Kurt Sloane (Van Damme) áll, akinek egy mérkőzés során bátyját Tong Po (Michel Qissi), az alvilági kapcsolatokkal rendelkező thaiföldi thai boksz-bajnok egy tiltott ütéssel örökre mozgásképtelenné teszi. Hogy bosszút álljon, Kurt egy már visszavonult, különc mester segítségével kemény edzésbe kezd.
A filmnek négy kevésbé sikeres, az eredeti filmhez csupán felszínesen kapcsolódó folytatása készült. A 2010-es években a remake-je is megszületett.

## Történet
Eric Sloane (Dennis Alexio) amerikai kick box-bajnok Bangkokba utazik, megverekedni az ottani bajnokkal, Tong Po-val. Edzője és öccse, Kurt Sloane (Jean-Claude Van Damme) nem különösebben lelkesedik az ötletért, de végül kénytelen belemenni a dologba. A meccs előtt Kurt véletlenül találkozik bátyja ellenfelével, Tong Póval és látva annak emberfeletti erejét, illetve harci fanatikusságát, arra kéri testvérét, mondja le a mérkőzést. A túlságosan büszke Eric erre nem hajlandó, így Tong Po a ringben kegyetlenül megalázza Eric-et, majd egy gerincére mért ütéssel örökre tolószékbe kényszeríti. Kurt az egyik néző, a vietnámi háborús veterán Winston Taylor segítségével kórházba viszi súlyos állapotban lévő bátyját és bosszút esküszik Tong Po ellen. Edzőt keres, aki megtaníthatja a harcművészet fogásaira, ám amikor meghallják tervét, miszerint a bajnok ellen akar kiállni, mindenhol kinevetik. Taylor tanácsára meglátogatja a világtól már visszavonult, különc öreg mestert, Xian Chow-t (Dennis Chan), aki némi gondolkodás után hajlandó segíteni neki.
Xian nagy fizikai megterhelést igénylő edzéssel kitanítja Kurt-öt, aki eközben beleszeret mestere unokahúgába, Mylee-be. Eric egyáltalán nem nézi jó szemmel öccse tervét, különösen azután, hogy kiderül, az illegális visszavágó Kurt, illetve Tong Po között tradicionális stílusban fog lezajlani: a küzdő felek kötéllel tekerik körbe a kezeiket és előbb gyantába, majd üvegszilánkokba mártják azokat, ezzel fokozva az ellenfélre mért ütéseik sebzését. Kurt felkészültsége fenyegetővé válik a Tong Pót támogató helyi alvilág számára, ezért figyelmeztetés gyanánt elrabolják Mylee-t, akit Tong Po megerőszakol. Eric-et is elrabolják, amiről Kurt a Po köréhez tartozó Freddy Li-től értesül. Az alvilági figura arra kényszeríti a fiút, hogy szándékosan veszítse el a mérkőzést, ugyanakkor szórakoztassa el a nézőközönséget is, ellenkező esetben megölik a testvérét. Kurt ebbe kénytelen belemenni, így a meccsen Tong Po kerekedik felül, súlyos sérüléseket okozva ellenfelének. Xian és Taylor a meccs alatt kiszabadítja Kurt bátyját, majd a mérkőzés helyszínére viszik. Látva, hogy bátyja már biztonságban van, Kurt teljes erőbedobással kezd el harcolni, így könnyedén legyőzi Tong Pót és sikeresen bosszút áll bátyjáért, illetve Mylee-ért.

## Szereplők
| Színész                 | Szerep           | Magyar hang       | Magyar hang       | Magyar hang       |
| Színész                 | Szerep           | 1. szinkron       | 2. szinkron (HBO) | 3. szinkron (TV2) |
| ----------------------- | ---------------- | ----------------- | ----------------- | ----------------- |
| Jean-Claude Van Damme   | Kurt Sloane      | Lux Ádám          | Stohl András      | Selmeczi Roland   |
| Dennis Alexio           | Eric Sloane      | Jakab Csaba       | Jakab Csaba       | Kőszegi Ákos      |
| Dennis Chan             | Xian Chow mester | Dobránszky Zoltán | Dózsa László      | Varga T. József   |
| Michel Qissi            | Tong Po          | Hankó Attila      |                   | Beratin Gábor     |
| Steve Lee               | Freddy Li        | Varga Tamás       |                   |                   |
| Rochelle Ashana         | Mylee            |                   | Bíró Kriszta      | Mezei Kitty       |
| Haskell V. Anderson III | Winston Taylor   | Kránitz Lajos     | Csuja Imre        | Barbinek Péter    |
| Richard Foo             | Tao Liu          |                   | Breyer László     |                   |

Eric Sloane szerepét Dennis Alexio alakítja, aki visszavonult amerikai kick box-világbajnokként vált ismertté. Michel Qissi a stáblistán nem eredeti nevén, hanem – filmbeli nevén – Tong Póként szerepel. A második részben az eredeti szereplőgárdából csupán Michel Qissi (Tong Po) és Dennis Chan (Xian mester) szerepel, a harmadik részben pedig már csak Chan tűnik fel az új főszereplő, Sasha Mitchell oldalán.
Michel Qissi volt a technikai tanácsadója és koreográfusa a filmnek, amikor meghallotta, hogy a készítők egy magas, keleties kinézetű, Muay Thai-os háttérrel rendelkező szereplőt keresnek. Ő évekkel azelőtt gyakorolta a Muay Thai-t Thaiföldön, így jelentkezett, és meg is kapta Tong Po szerepét. Filmbeli sminkje annyira meggyőző volt, hogy még a barátai, sőt, saját bevallása szerint az édesanyja sem ismerte fel őt. Csupán azok ismerték fel mozdulataiból Qissi-t, akik már korábban látták őt amatőr mérkőzéseken. Qissi, Van Damme barátja a Véres játék és az Oroszlánszív című filmekben is szerepelt, továbbá a Kickboxer második részében ismét eljátszotta Tong Po szerepét.
Ez volt az első alkalom, hogy Van Damme több filmes feladatot vállalt magára, hiszen a főszerep eljátszása mellett részt vett a történet megírásában, valamint a film harci jeleneteinek koreográfusa és rendezője is ő volt. A színész a Véres játék című film után másodszor dolgozott együtt Mark DiSalle-lal. Érdekesség, hogy a film rendezője, producere és forgatókönyvírója, Mark DiSalle feltűnik a filmben egy cameoszerepben; a film elején ő az a szakállas riporter, aki interjút készít Eric-kel.

## Fogadtatás
A Kickboxer költségvetése 1,5 millió dollár volt; a filmet 973 amerikai mozi mutatta be, a premier hetében 4 134 098, míg összesen 14 697 005 dolláros bevételt hozott az Egyesült Államokban.
Amikor a Kickboxer kijött, Van Damme, a producer Moshe Diamant és fia elmentek, hogy megnézzék azt a moziban. A mozi zsúfolt volt, minden nő és gyermek éljenzett, amikor a filmben Van Damme spárgázott vagy levette a pólóját. De amikor kimentek, senki sem ismerte fel a színészt, teljesen ismeretlen volt számukra. Diamant odafordult Van Damme-hoz és azt mondta neki: „Tudod, én soha nem vettem ezt észre azon a kazettán, amit mutattál nekem, de igazad van. Meg van az esélyed, hogy sztár legyél... Valahogy találjuk ki, hogyan.”

## A film utóélete
A Kickboxer folytatásai nem tudták megközelíteni az eredeti film sikerét. Van Damme ezekben a folytatásokban már nem szerepel (cselekményük szerint a veresége utáni szégyenében Tong Po lelőtte Kurt Sloane-t és bátyját, illetve Mylee-t) és csupán elvétve történnek utalások az eredeti filmre. 
A Kickboxer 2. – Az út visszafelé (1991) főszereplője egy harmadik Sloane testvér, David (Sasha Mitchell), akinek tanítványával Tong Po végez a ringben. Sloane ezért Xian mester segítségével szembeszáll a félelmetes harcossal, aki korábban testvéreit megölte. A Kickboxer 3. – A küzdés művészete (1992) cselekménye szerint David egy bemutató mérkőzésre utazik Rio de Janeiróba, ahol egy helyi leánykereskedővel gyűlik meg a baja. A Kickboxer 4. – Az agresszor (1993) már csupán videókazettán jelent meg, ez az utolsó film, melyben Sasha Mitchell szerepel. A történet szerint a drogkereskedő Tong Po (Kamel Krifa) harcművészeti viadalt szervez, melyen David is elindul. Elsődleges célja azonban felesége kiszabadítása, akit Tong Po fogságban tart. A Kickboxer 5. – Az igazság nevében (1995) című film főhőse egy visszavonult kickbox-világbajnok, Matt Reeves (Mark Dacascos), aki barátja rejtélyes halála után egy kétes hírű harcművészeti szervezet után kezd el nyomozni. A film története szerint David Sloane-t korábban szintén ennek a szervezetnek az emberei ölték meg, mert nem akart csatlakozni hozzájuk.
A 2010-es években a film remake-je is elkészült. A Kickboxer: A bosszú ereje (2016) az első rész cselekményét dolgozza fel, Alain Moussi, Jean-Claude Van Damme, Dave Bautista, Gina Carano és Darren Shahlavi főszereplésével. A folytatása 2018-ban jelent meg, Kickboxer: Megtorlás címmel, új szereplőként Hafþór Júlíus Björnsson, Mike Tyson és Christopher Lambert is csatlakozott a sorozathoz. A trilógia harmadik részének megjelenési dátuma egyelőre ismeretlen.

## Fordítás
- Ez a szócikk részben vagy egészben  a   Kickboxer (1989 film) című angol Wikipédia-szócikk fordításán alapul.  Az eredeti cikk szerkesztőit annak laptörténete sorolja fel. Ez a jelzés csupán a megfogalmazás eredetét és a szerzői jogokat jelzi, nem szolgál a cikkben szereplő információk forrásmegjelöléseként.